# Club Atlético Newell's Old Boys
O Club Atlético Newell's Old Boys, mais conhecido como Newell's Old Boys, é um clube de futebol profissional argentino da cidade de Rosário, Santa Fé. Fundado em 1903, é um dos mais tradicionais e históricos clubes do futebol argentino, disputando a Primera División desde que se afiliou a Asociación del Fútbol Argentino (AFA),  em 1939, com o seu nome homenageando a  Isaac Newell, do condado inglês de Kent, um dos pioneiros do futebol argentino. O seu estádio de futebol é o Marcelo Bielsa, uma deferência a seu ex-jogador e técnico de destaque, com capacidade para 42.000 espectadores. O clube já conquistou seis títulos da liga, além de três copas nacionais da Argentina. Em nível internacional, o Newell's teve como suas melhores campanhas dois vice-campeonatos da Copa Libertadores em 1988 e 1992. Disputa o Dérbi de Rosário contra o Rosario Central, um clube com o qual tem enorme rivalidade histórica.

## Cores e escudo
As origens das cores do Newell's Old Boys remontam ao século 19, quando Isaac Newell fundou o "Colegio Comercial Anglicano Argentino" em 1884. O brasão da escola tinha quatro painéis, cada um representando um elemento diferente, como as asas de Mercúrio, uma lâmpada (representando sabedoria), a bandeira do Reino Unido e a bandeira da Argentina. As cores preta e vermelha utilizadas no casaco foram extraídas das bandeiras da Inglaterra (onde Newell nasceu) e do Império Alemão (país de origem de sua esposa, Anna Jockinsen).
As cores vermelha e preta também seriam adotadas pelo clube como suas cores. O primeiro emblema com o escrito "NOB" foi desenhado por Ernesto Edwards, e (com poucas variações) permanece desde então.

## Elenco atual
Última atualização: 29 de maio de 2025.

## Títulos
| NACIONAIS | NACIONAIS                                              | NACIONAIS | NACIONAIS |
|           | Competição                                             | Títulos   | Temporadas                                                                                                   |
| --------- | ------------------------------------------------------ | --------- | --- |
|           | Campeonato Argentino                                   | 6         | 1974, 1987-88, 1990-91, 1992-C, 2004-A e 2013                                                                |
|           | Copas Nacionais                                        | 3         | 1921 Copa Dr. Carlos Ibarguren 1911 Copa de Honor 1949 Copa Adrián C. Escobar                                |
| REGIONAIS |                                                        |           | |
|           | Competição                                             | Títulos   | Temporadas                                                                                                   |
|           | Liga e Asociaçao Rosarina de Fútebol                   | 11        | 1905, 1906 (Copa Santiago Pinasco), 1907, 1909, 1910, 1911, 1913, 1918, 1921, 1922, 1929 (Copa Nicasio Vila) |
|           | Copas oficiais da Liga e Asociaçao Rosarina de Fútebol | 6         | (Trofeo Luciano Molinas) 1931, 1933, 1934, 1935 (Copa Estímulo) 1925, 1933                                   |

LEGENDAS:
A: Torneio Apertura
C: Torneio Clausura

## Treinadores
A seguir, o histórico de treinadores de todos os tempos do time:
| - Fleitas Solich (1944–45) - William Reaside (1947) - César Luis Menotti (1971) - Raúl Oscar Belén (1973) - Juan Eulogio Urriolabeitía (1973) - Luis Cubilla (1980) - Jorge Solari (1983–87) - José Yudica (1987–90) - Marcelo Bielsa (1992–93) - Eduardo Luján Manera (1993) - Roque Alfaro (1993) - Jorge Solari (1993) - Mario Zanabria (1996–1997) - Mirko Jozić (1998) - Ricardo Dabrowski (1998) - Andrés Rebottaro (1999–2000) | - Juan Manuel Llop (2001–02) - Julio Alberto Zamora (2002) - Héctor Veira (2002–04) - Américo Gallego (2004) - Juvenal Olmos (2005) - Nery Pumpido (2005-06) - Pablo Marini (2007) - Ricardo Caruso Lombardi (2007–08) - Fernando Gamboa (2008–09) - Roberto Sensini (2009–11) - Javier Torrente (2011) - Diego Cagna (2011) - Gerardo Martino (2011–13) - Alfredo Berti (2013–14) - Américo Gallego (2014-15) - Lucas Bernardi (2015-) |